# Hartmut Saenger
Hartmut Saenger (* 31. Dezember 1940 in Schönlanke, Netzekreis; † 22. November 2013 in Bad Nauheim, Wetteraukreis) war ein deutscher Politiker (CDU) und Sprecher der Pommerschen Landsmannschaft.

## Leben
Saenger wurde 1940 in Schönlanke im Netzekreis geboren, das historisch zu Posen gehört hatte, seit 1938 aber zur Provinz Pommern gehörte. Nach Flucht und Vertreibung kam er mit seiner Familie nach Bremen, wo er 1960 sein Abitur machte. Er diente für drei Jahre als Soldat auf Zeit der Bundeswehr, wo er zum Offizier befördert wurde. Danach studierte er Volkswirtschaft an der Universität Hamburg; in dieser Zeit war er Mitglied der Gemeinschaft Danzig-Westpreußischer Studenten.
Saenger arbeitete im Bildungsbereich in Hessen. Zuletzt war er bis 2004 Geschäftsführer der CDU-nahen Hessischen Akademie für politische Bildung.
Saenger war aktives Mitglied der Christlich Demokratischen Union Deutschlands (CDU). In seinem Wohnort Rosbach vor der Höhe war er langjähriger Stadtverordneter, zuletzt seit 2006 Stadtältester.
Er engagierte sich in der Pommerschen Landsmannschaft und im Bund der Vertriebenen (BdV): Über zwanzig Jahre lang war er Hessischer Landesvorsitzender der Pommerschen Landsmannschaft, ab 1999 Mitglied im Bundesvorstand der Pommerschen Landsmannschaft und von 2007 bis zu seinem Tode Sprecher der Pommerschen Landsmannschaft. Seit 2008 war er Mitglied im Präsidium des Bundes der Vertriebenen. Ebenfalls seit 2008 war er Mitglied im Vorstand der Stiftung Versöhnungskirche im Pommern-Zentrum. Seit 2010 war er auch Vorsitzender des Pommerschen Zentralverbandes. 2011 wurde er zum stellvertretenden Mitglied des Stiftungsrates der Stiftung Flucht, Vertreibung, Versöhnung gewählt.

## Kritik an politischen Äußerungen
Saenger wurde 2009 kritisiert, weil er in der Preußischen Allgemeinen Zeitung (herausgegeben von der Landsmannschaft Ostpreußen) die Ansicht vertreten hatte, „alle Großmächte“ hätten vor dem Zweiten Weltkrieg „eine erstaunliche Bereitschaft zum Krieg“ gezeigt. Des Weiteren hatte er geäußert: „Besonders kriegerisch führte sich Polen auf.“ Er hatte auch die Meinung vertreten, „erst England“ habe „den Krieg um Danzig zu einem weltweit ausgetragenen Konflikt gemacht.“
Die Präsidentin des Bundes der Vertriebenen, Erika Steinbach, ebenfalls CDU-Mitglied, nahm in einer Pressemitteilung des BdV Saenger gegen Kritik in Schutz: „Der dargestellte Sachverhalt gehört zum Grundwissen eines jeden Zeithistorikers.“ Es werde versucht, den BdV in einer „konzertierten Aktion“ in eine Reihe mit Geschichtsfälschern zu stellen, erklärte sie.
Der Generalsekretär des Zentralrats der Juden Stephan Kramer teilte Kulturstaatsminister Bernd Neumann in einem Brief im September 2010 mit, die Mitgliedschaft in der Stiftung Flucht, Vertreibung, Versöhnung aus Protest gegen „revanchistische Positionen“ – der zu stellvertretenden Mitgliedern berufenen CDU-Politiker Hartmut Saenger und Arnold Tölg – bis auf weiteres ruhen zu lassen und sich einen Austritt vorzubehalten.